# François Roelants du Vivier
Pour les articles homonymes, voir Roelants et Vivier.
François Marie Gabriel André Charles-Ferdinand Roelants du Vivier est un homme politique belge né le 5 novembre 1947 à Etterbeek. Il est membre du parti DéFI.

## Biographie
Il est licencié en archéologie et histoire de l'art. Député européen écologiste de 1984 à 1989, il crée en 1988 le mouvement ERE (Europe-Régions-Environnement). Il est élu en 1989 député bruxellois sur la liste FDF-ERE, et réélu à cette fonction en 1995, 1999 et 2004. Il a été de novembre 2000 à juillet 2009 membre du Parlement de la Communauté française et sénateur de Communauté. Il a notamment été président de la commission des relations extérieures et de la défense du Sénat. Il ne s'est plus représenté au parlement bruxellois en 2009. Il a été nommé sénateur honoraire en juillet 2009.
François Roelants du Vivier est Officier de l'Ordre de Léopold.